# Quètxup de plàtan
El quètxup de plàtan (o salsa de plàtan) és un condiment popular filipí de quètxup de fruita a base de puré de plàtan, sucre, vinagre i espècies. El seu color natural és groc marronós, però sovint es tenyeix de vermell per assemblar-se al quètxup. El quètxup de plàtan es va produir per primera vegada a les Filipines durant la Segona Guerra Mundial, a causa de la manca de tomàquets i una producció comparativament alta de plàtans.
La invenció d'aquesta recepta s'atribueix a la tecnòloga alimentària filipina María Orosa (1893-1945). El 1942, el quètxup de plàtan va ser produït per primera vegada comercialment per Magdalo V. Francisco Sr. a través de la marca Mafran, fundada per ell i que és un mot creuat del seu nom i cognom.
A les llars filipines aquest condiment s'utilitza en molts plats variats: truites, frànkfurts, hamburgueses, patates fregides, peix, barbacoa de porc a la brasa i broquetes de pollastre, pollastre fregit i altres carns. S'exporta a països i territoris on hi ha una població filipina considerable.